# Рауко
Рауко (исп. Rauco) — посёлок в Чили. Административный центр одноимённой коммуны. Население — 3 114 человек (2002). Посёлок и коммуна входит в состав провинции Курико и области Мауле.
Территория — 309 км². Численность населения — 10 484 жителя (2017). Плотность населения — 33,9 чел./км².

## Расположение
Посёлок расположен в 63 км на северо-восток от административного центра области города Талька и в 9 км на северо-запад от административного центра провинции  города Курико.
Коммуна граничит:
- на севере — c коммуной Чепика
- на северо-востоке — c коммуной Тено
- на востоке — с коммуной Курико
- на юге — c коммуной Саграда-Фамилиа
- на западе — c коммуной Уаланье

## Демография
Согласно сведениям, собранным в ходе переписи 2017 г  Национальным институтом статистики (INE),  население коммуны составляет:
| Полное население                          | Полное население                          | Полное население                          | Полное население                          | Полное население                          | 10 484 |
| ----------------------------------------- | ----------------------------------------- | ----------------------------------------- | ----------------------------------------- | ----------------------------------------- | ------ |
| в том числе:                              | Городское население                       | 5 531                                     | Процент городского населения, %           | 52,76                                     |        |
|                                           | Сельское население                        | 4 953                                     | Процент сельского населения, %            | 47,24                                     |        |
|                                           | Мужское население                         | 5 238                                     | Процент мужского населения, %             | 49,96                                     |        |
|                                           | Женское население                         | 5 246                                     | Процент женского населения, %             | 50,04                                     |        |
| Плотность населения, чел/км²              | Плотность населения, чел/км²              | Плотность населения, чел/км²              | Плотность населения, чел/км²              | Плотность населения, чел/км²              | 33,9   |
| Население коммуны в % к населению области | Население коммуны в % к населению области | Население коммуны в % к населению области | Население коммуны в % к населению области | Население коммуны в % к населению области | 1,00   |